# Biologisch Agrarische Reactor Nederland

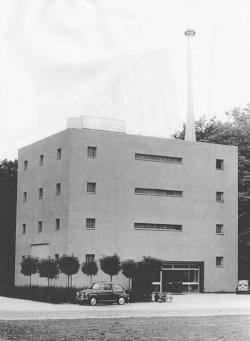
Het BARN reactorgebouw in Wageningen in 1964.

De Biologisch Agrarische Reactor Nederland (BARN) was een onderzoeks-kernreactor die van 1963 tot 1980 in werking was. De reactor stond op het terrein van het Instituut voor Toepassing van Atoomenergie in de Landbouw (ITAL) in Wageningen aan de Keijenbergseweg. De kernreactor had een vermogen van 100 kW en werd gebruikt voor onderzoek aan mutaties van planten door middel van blootstelling aan neutronen.

## Bouw
In december 1957 werd besloten tot de bouw van een kernreactor bij het op te richten ITAL. Er werd besloten dat het Reactor Centrum Nederland voor de levering van de kerncentrale zou zorgen. De splijtstof bestond uit hoogverrijkt uranium (90% 235U), en de reactor was luchtgekoeld. Met de bouw van de reactor werd in 1960 begonnen. Het Instituut voor Toepassing van Atoomenergie in de Landbouw werd pas op 8 oktober 1964 officieel geopend, maar op 9 april 1963 werd de reactor al voor de eerste keer kritisch. Met de gamma, Röntgen en elektronenbronnen werden de effecten van deze straling op planten en insecten onderzocht.

## Ontmanteling

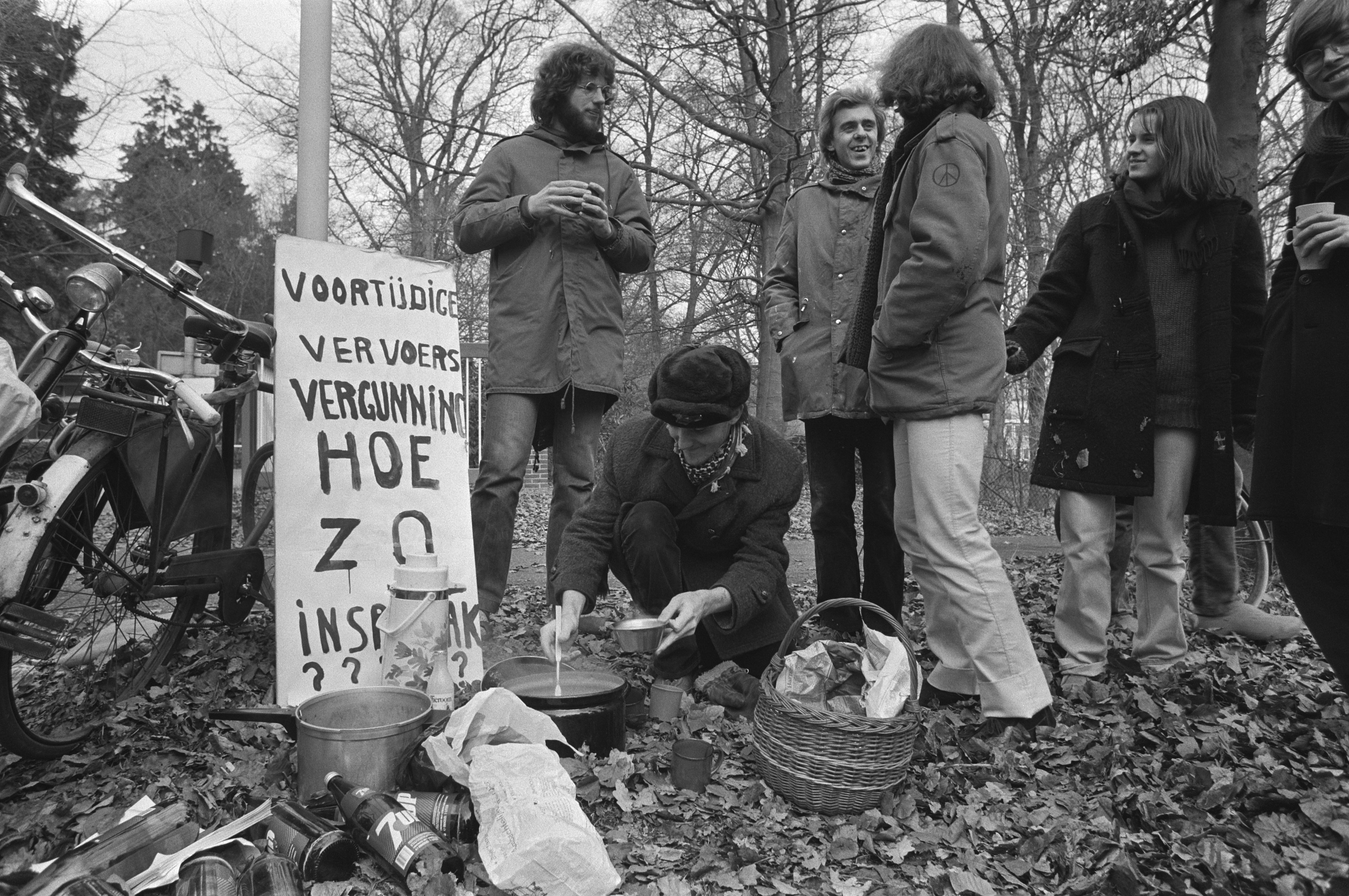
23 februari 1982 Basisgroep Stop Kernenergie wil verhinderen dat 22 oude splijtstofstaven wordt getransporteerd

De reactor werd in 1980 gesloten omdat het onderzoek ook zonder kernenergie kon worden gedaan. De reactor werd tot in de jaren negentig in verschillende fases ontmanteld. Op 3 maart 1980 werd 3940,52 gram hoogverrijkt uranium (89,5% U-235) afgevoerd naar de Savannah River Site in de Verenigde Staten. Aangezien deze Amerikaanse opwerkingsfabriek een onderdeel is in de kernwapenproductie, was er veel verzet tegen dit transport. Aan de blokkade door actievoerders bij de poort van de BARN werd door de politie hardhandig een einde gemaakt.
Eerst was er nog sprake van een wachttijd van 40 jaar, maar door de overdracht van het terrein aan Staatsbosbeheer in 1992 werd in 1996 aan de afbraak begonnen. In 2001 betrokken krakers het terrein. Het Laka wordt ingeschakeld om metingen te verrichten. Er zouden verhoogde radioactieve waarden geconstateerd zijn en zelfs een vergeten radioactieve bron. In 2002 verlieten de laatste krakers op last van de rechter het terrein en vervolgens konden de laatste gebouwen worden gesloopt. Het terrein werd hierna onderdeel van een natuurgebied. Op 14 oktober 2009 is door een IAEA-inspectie vastgesteld dat de reactor is ontmanteld.